# Булайка (притока Вали)
Була́йка (рос. Булайка) — річка в Удмуртії (Увинський район), Росія, права притока Вали.
Річка починається на південній околиці присілку Суха Відзя, через який вона потім протікає. Течія спрямована спочатку на північ, після села Булай плавно повертає на північний захід та захід. Нижня течія спрямована, проходить по штучних дренажних каналах. Окремі ділянки берега заліснені. У населених пунктах створено ставки.
Над річкою розташовані населені пункт Увинського району присілок Суха Відзя та село Булай.
| Річка | Це незавершена стаття про річку. Ви можете допомогти проєкту, виправивши або дописавши її. |